# Ода Нобутада
О́да Нобута́да (яп. 織田 信忠, 1557 — 21 июня 1582) — японский политический деятель, полководец периода Сэнгоку. Глава самурайского рода Ода (1577—1582). Старший сын Оды Нобунаги.

## Биография
Ода Нобутада родился в 1557 году в семье Оды Нобунаги, правителя провинции Овари. В 1572 году он впервые принял участие в боевых действиях, атаковав позиции Адзаи Нагамасы в северной части провинции Оми. В 1574 году Нобутада был одним из командиров отцовского войска при подавлении буддийских повстанцев из Нагасимы, а в 1575 году командовал одним из отрядов во время победной битвы при Нагасино. За заслуги он получил от Императорского двора почётные титулы Дэва-но-сукэ и Акитадзё-но-сукэ.
В декабре 1575 года Нобутада получил от отца главенство в роде Ода, стал хозяином замка Гифу и правителем провинций Овари и Мино. В 1577 году он участвовал в походе против партии Сайга в провинцию Кии, а также подавил мятеж Мацунаги Хисахидэ в провинции Ямато. В том же году Нобутаду наградили третьим чиновничьим рангом и титулом генерала Императорской гвардии.
В 1578—1580 годах Нобутада командовал войсками в походе в провинцию Харима, боях с буддийскими сектантами монастыря Исияма Хонган-дзи в Осаке и штурме замка Ариока восставшего полководца Араки Мурасигэ. В 1582 году он командовал авангардом в карательном походе против Такэды Кацуёри, правителя восточнояпонской провинции Кай. После уничтожения Такэды, Нобутада сжёг заживо Кайсэна Дзёки, настоятеля монастыря Эрин-дзи, за укрытие врагов.
В июне 1582 года, в ходе подготовки к кампании против западнояпонского рода Мори, Нобутада располагался с окружением в столичном монастыре Мёкаку-дзи. Когда армия мятежников во главе с Акэти Мицухидэ напала на ставку отца в монастыре Хонно-дзи, он отступил к замку Нидзё, где несколько часов оборонялся от атак врага. Не имея достаточно войск, чтобы продолжать оборону, Нобутада был вынужден сделать сэппуку, чтобы не попасть в плен. После его смерти главенство в роде Ода унаследовал его малолетний сын Ода Хидэнобу, который впоследствии принял христианство.